# Voisinage orthographique
 (mai 2014).
Si vous disposez d'ouvrages ou d'articles de référence ou si vous connaissez des sites web de qualité traitant du thème abordé ici, merci de compléter l'article en donnant les références utiles à sa vérifiabilité et en les liant à la section « Notes et références ».
Le voisinage orthographique fait référence aux mots similaires orthographiquement d'un mot cible.
Historiquement, la définition d'un voisin orthographique faisait référence à ce qu'on peut appeler un voisin de substitution : un mot contenant les mêmes lettres sauf une, position respectée (Coltheart, Davelaar, Jonasson & Besner, 1977).
Par exemple, le mot français "rire" contient les voisins "dire", "cire", "gire", "lire"... mais aussi "rare" ou encore "ride".
La définition de voisinage orthographique s'est aujourd'hui élargie (Davis, Perea & Acha, 2009) et inclut :
- les voisins de transposition (en anglais, les mots "trail" et "trial" en sont un exemple) ;
- les voisins d'addition/soustraction (en anglais, les mots "end", "send", "spend" en sont des exemples).

Dans l'étude du bilinguisme, on peut également s'intéresser à ce qu'on appelle un voisin orthographique inter-langue.
Pour reprendre l'exemple du mot français "rire", ses voisins orthographiques anglais sont par exemple les mots "fire", "hire", "ride"...
On appelle un mot "hermite" celui n'ayant aucun voisin orthographique. C'est le cas par exemple du mot anglais "banana".
Plusieurs variables relatives au voisinage orthographique semblent influencer la reconnaissance de mots :
La taille ou densité du voisinage
Cela fait référence au nombre de voisins d'un mot cible. On peut en effet obtenir le nombre de voisins orthographiques d'un mot cible grâce aux bases de données telles que Lexique pour la langue français (New, Pallier, Ferrand & Matos, 2001).
Un mot cible peut ainsi avoir un voisinage de taille/densité faible, c'est-à-dire contenant peu de voisins orthographiques, ou à l'inverse un voisinage de taille élevée contenant alors de nombreux voisins orthographiques.
Lors de la comparaison entre taille de voisinage faible/élevée, il faut évidemment tenir compte de la longueur des mots puisque plus un mot est long, moins il a de voisins orthographiques.
Les études en reconnaissance de mots ont montré des effets contradictoires de la taille de voisinage de mot. Les résultats sont parfois en faveur d'une facilitation de la taille de voisinage (i.e., des temps de réactions plus courts pour les mots cibles ayant beaucoup de voisins par rapport aux mots ayant peu de voisins, Andrews, 1982, 1989) ou d'un effet au contraire inhibiteur (i.e., un ralentissement de l'identification de mots plus celui-ci a un nombre de voisins élevé, van Heuven, Dijkstra & Grainger, 1998). 
Ces résultats pourraient notamment être modulés selon la langue testée (anglais versus autres langues européennes), la tâche (décision lexicale, naming ou démasquage progressif) et d'autres facteurs relatifs à d'autres propriétés du voisinage orthographique de ces mots.
La fréquence des voisins orthographiques
Il semblerait également que la fréquence lexicale des voisins orthographiques d'un mot cible jouerait un rôle majeur lors de la reconnaissance de mots. Dans la paire de mots voisins "cire- lire", le mot "cire" peut être qualifié de mot de fréquence lexicale faible (peu d'occurrences dans la langue écrite) tandis que "lire" est un mot de fréquence lexicale élevée.
Des études ont ainsi montré que la reconnaissance de mots appariés en fréquence lexicale (c'est-à-dire de fréquence lexicale comparable) variait selon la fréquence lexicale des voisins orthographiques: les mots cibles contenant un voisin orthographique de fréquence plus élevée que lui-même (le cas du voisin "lire" pour le mot cible "cire") étaient reconnus plus lentement que les mots cibles n'ayant pas de voisin orthographique ou ayant des voisins orthographiques de fréquence lexicale égale ou inférieure à lui-même.
Cet effet a également été montré en langues française et anglaise (Segui & Grainger, Nakayama, Sears & Lupker, 2008) grâce au paradigme d'amorçage masqué: une cible peu fréquente précédée par un mot amorce orthographiquement relié de plus haute fréquence (lire - CIRE) est reconnue plus lentement que lorsqu'elle est précédée d'un mot amorce non relié (jour - CIRE).
Cet effet inhibiteur de la fréquence de voisinage a été interprété comme reflétant un mécanisme de compétition lexicale, et a été décrit et interprété dans le cadre du modèle de reconnaissance visuelle de mots de McClelland & Rumelhart (1981): le modèle d'activation interactive.